# Reprezentacja Watykanu w piłce nożnej mężczyzn
Reprezentacja Watykanu w piłce nożnej – drużyna piłkarska reprezentująca Watykan w meczach towarzyskich, niezrzeszona w Unii Europejskich Związków Piłkarskich (UEFA) ani w Międzynarodowej Federacji Piłki Nożnej (FIFA).
Reprezentacja Watykanu gra w koszulkach biało-żółtych, białych spodenkach i żółtych getrach. Nie może występować w kwalifikacjach do imprez rangi Mistrzostw Świata czy Europy. Odbywają się jednak rozgrywki ligowe i pucharowe. Nieoficjalny stadion reprezentacji nazywa się „Stadio Pio XII” i znajduje się w Albano Laziale na terytorium Włoch (1500 miejsc). Większość zespołu składa się z członków Gwardii Szwajcarskiej (ich obowiązkiem jest zapewnienie bezpieczeństwa dla papieża i Watykanu, więc nie mogą często podróżować, dlatego rozgrywają jedynie mecze towarzyskie najczęściej u siebie lub w pobliżu Watykanu), reszta to pracownicy i członkowie administracji.

## Mecze reprezentacji
Reprezentacja rozegrała w sumie 9 meczów, z czego 5 oficjalnych. Drużyna zanotowała 3 remisy, 5 porażek i jedno zwycięstwo.
| 22 listopada 1994 | Watykan                        | 0–0 | San Marino B |
| 23 listopada 2002 | Watykan                        | 0–0 | Monako       |
| 3 lutego 2006     | Watykan                        | 5–1 | SV Vollmond  |
| 7 maja 2011       | Watykan                        | 1–2 | Monako       |
| 22 czerwca 2013   | Monako                         | 2–0 | Watykan      |
| 10 maja 2014      | Watykan                        | 0–2 | Monako       |
| 10 sierpnia 2014  | Borussia Mönchengladbach       | 8–1 | Watykan      |
| 7 listopada 2015  | Fondazione Ospedale San Matteo | 2–1 | Watykan      |
| 29 kwietnia 2017  | Watykan                        | 0–0 | Monako       |

Skład reprezentacji Watykanu podczas pierwszego oficjalnego meczu z reprezentacją Monako: Panzini – Ticconi, Durante, Pietropaolo, Iafolla (kapitan), Pacchiano (Perugini 46'), Perinelli (Testa 46'), Troiani (Marcello Rosati 77'), Germani (Bertoldo 46'), De Mattia (Mariotti 39'), Rossi (Badii 29'). Marcello Rosati jako jedyny zawodnik drużyny legitymował się paszportem watykańskim.